# People’s Choice Awards 2011
37-я церемония награждения премии «People's Choice Awards» за заслуги в области кинематографа, телевидения и музыки за 2010 год состоялась 5 января 2011 года в Microsoft Theater в Лос-Анджелесе. Ведущей церемонии в пятый раз стала певица Куин Латифа.

## Номинанты и исполнители, и трюки для People’s Choice Awards 2010

### Ведущий
- Куин Латифа

### Исполнители
- Куин Латифа — «Dynamite» (с вокалом Taio Cruz)
- Selena Gomez & the Scene — «A Year Without Rain»
- Кид Рок — «God Bless Saturday»

### Люди, вручавшие награды
- Дженнифер Энистон
- Бен Раппапорт
- Мила Кунис
- Кейт Уолш
- Эмма Робертс
- Тэй Диггз
- Джим Парсонс
- Миранда Косгроув
- Минка Келли
- Поли Перретт
- Стивен Мойер
- Малин Акерман
- Джули Боуэн
- Майкл Чиклис
- Эштон Кутчер
- Натали Портман
- Закари Ливай
- Анна-Линн Маккорд
- Джерри О'Коннелл
- Брайан Палатуччи

## Список основных номинаций
Победители выделены полужирным начертанием.

### Кино
| Любимый фильм | Любимый боевик |
| --- | --- |
| - «Сумерки. Сага. Затмение» - «Алиса в Стране чудес» - «Начало» - «Железный человек 2» - «История игрушек: Большой побег» | - «Железный человек 2» - «Пипец» - «Принц Персии: Пески времени» - «Робин Гуд» - «Солт»                                             |
| Любимый комедийный фильм | Любимый драматический фильм |
| - «Одноклассники» - «Безумное свидание» - «Отличница лёгкого поведения» - «Секс в большом городе 2» - «День Святого Валентина» | - «Сумерки. Сага. Затмение» - «Алиса в Стране чудес» - «Дорогой Джон» - «Начало» - «Социальная сеть»                                |
| Любимый семейный фильм | Любимый фильм ужасов |
| - «История игрушек: Большой побег» - «Гадкий я» - «Как приручить дракона» - «Каратэ-пацан» - «Шрек навсегда» | - «Кошмар на улице Вязов» - «Безумцы» - «Последнее изгнание дьявола» - «Впусти меня. Сага» - «Обитель зла в 3D: Жизнь после смерти» |
| Любимый киноактёр | Любимая киноактриса |
| - Джонни Депп - Леонардо Ди Каприо - Роберт Дауни-младший - Тейлор Лотнер - Роберт Паттинсон | - Кристен Стюарт - Дженнифер Энистон - Анджелина Джоли - Кэтрин Хайгл - Джулия Робертс                                              |
| Любимая звезда боевиков | Любимая комедийная звезда |
| - Джеки Чан - Брэдли Купер - Роберт Дауни-младший - Джейк Джилленхол - Анджелина Джоли | - Адам Сэндлер - Дрю Бэрримор - Стив Карелл - Тина Фей - Уилл Феррелл                                                               |
| Любимая экранная команда | Любимая кинозвезда в возрасте до 25 лет                                                                                             |
| - Роберт Паттинсон, Кристен Стюарт и Тейлор Лотнер — «Сумерки. Сага. Затмение» - Тина Фей и Стив Карелл — «Безумное свидание» - Леонардо Ди Каприо, Джозеф Гордон-Левитт, Эллен Пейдж, Том Харди, Дилип Рао — «Начало» - Роберт Дауни-младший и Дон Чидл — «Железный человек 2» - Джеки Чан и Джейден Смит — «Каратэ-пацан» | - Зак Эфрон - Эмма Уотсон - Кристен Стюарт - Роберт Паттинсон - Ванесса Хадженс                                                     |

### Телевидение
| Любимая телекомедия | Любимая теледрама |
| --- | --- |
| - «Хор» - «Теория Большого взрыва» - «Как я встретил вашу маму» - «Американская семейка» - «Два с половиной человека»                                 | - «Доктор Хаус» - «Хорошая жена» - «Сплетница» - «Анатомия страсти» - «Дневники вампира»                                                                   |
| Любимый телевизионный комедийный актёр | Любимая телевизионная комедийная актриса |
| - Нил Патрик Харрис - Алек Болдуин - Джим Парсонс - Мэттью Моррисон - Стив Карелл                                                                     | - Джейн Линч - Элисон Ханниган - Кортни Кокс - Ева Лонгория - Тина Фей                                                                                     |
| Любимый телевизионный драматический актёр | Любимая телевизионная драматическая актриса |
| - Хью Лори - Чейс Кроуфорд - Иэн Сомерхолдер - Патрик Демпси - Тэй Диггз                                                                              | - Лиза Эдельштейн - Блейк Лайвли - Джулианна Маргулис - Кейт Уолш - Сандра О                                                                               |
| Любимая телевизионная криминальная драма | Favorite TV Crime Fighter |
| - «Обмани меня» - «Кости» - «Мыслить как преступник» - «Закон и порядок: Специальный корпус» - «Морская полиция: Спецотдел»                           | - Тим Рот - Эмили Дешанель - Маришка Харгитей - Марк Хэрмон - Саймон Бейкер                                                                                |
| Любимый телевизионный сериал в стиле фэнтези | Любимый телеконкурс |
| - «Грань» - «Тайны Смолвиля» - «Сверхъестественное» - «Настоящая кровь» - «Дневники вампира»                                                          | - American Idol - В Америке есть таланты - Танцы со звёздами - Адская кухня - Ты думаешь, ты можешь станцевать?                                            |
| Любимая новая телекомедия | Любимая новая теледрама |
| - «Перлы моего отца» - «Мне хорошо с тобой» - «Майк и Молли» - «Сбежавшая работа» - «Воспитывая Хоуп»                                                 | - «Гавайи 5.0» - «Событие» - «Адские кошки» - «Никита» - «Необыкновенная семейка»                                                                          |
| Любимый телевизионный доктор | Любимая телесемья |
| - Грегори Хаус (Хью Лори) - Кристина Янг (Сандра О) - Дерек Шепард (Патрик Демпси) - Джеймс Уилсон (Роберт Шон Леонард) - Мередит Грей (Эллен Помпео) | - Симпсоны, Симпсоны - Гриффины, Гриффины - Харперы, Два с половиной человека - Причетт/Данфи, Американская семейка - Скаво, Отчаянные домохозяйки         |
| Любимая телевизионная одержимость | Любимая приглашенная телезвезда |
| - «Декстер» - «Чёрная метка» - «Милые обманщицы» - «Настоящая кровь» - «Белый воротничок»                                                             | - Деми Ловато, «Анатомия страсти» - Бетти Уайт, «Сообщество» - Бритни Спирс, «Хор» - Кэрри Андервуд, «Как я встретил вашу маму» - Нил Патрик Харрис, «Хор» |
| Любимый ведущий ток-шоу | Любимый телевизионный шеф-повар |
| - Конан О'Брайен - Челси Хэндлер - Эллен Дедженерес - Джордж Лопес - Опра Уинфри                                                                      | - Рэйчел Рэй - Бобби Флей - Гордон Рамзи - Джеймс Тревор Оливер - Паула Дин                                                                                |
| Favorite TV Guilty Pleasure | Любимый семейный телесериал |
| - «Семейство Кардашян» - «Пляж» - «Кэти Гриффин: Моя жизнь по списку «D»» - «Настоящие домохозяйки Нью-Джерси» - «Тош.0»                              | - «Camp Rock 2: Отчётный концерт» - «Бизнес ради любви» - «АйКарли» - «Месть подружек невесты» - «Звёздная болезнь»                                        |

### Музыка
| Любимая песня | Любимый видеоклип |
| --- | --- |
| - «Airplanes» B.o.B при участии Хейли Уильямс (Paramore) - «California Gurls» Кэти Перри при участии Snoop Dogg - «Love the Way You Lie» Эминем при участии Рианны - «OMG» Ашер при участии will.i.am - «Telephone» Леди Гага при участии Бейонсе | - «Baby» Джастин Бибер при участии Ludacris - «Love the Way You Lie» Эминем при участии Рианны - «Teenage Dream» Кэти Перри - «Telephone» Леди Гага при участии Бейонсе - «Waka Waka» Шакира при участии Freshlyground |
| Любимый певец | Любимая певица |
| - Эминем - Энрике Иглесиас - Майкл Бубле - Тим Макгро - Ашер | - Кэти Перри - Кэрри Андервуд - Леди Гага - Пинк - Тейлор Свифт |
| Любимая рок-группа | Прорыв года |
| - Paramore - Daughtry - Linkin Park - Maroon 5 - Nickelback | - Selena Gomez & the Scene - B.o.B - Бруно Марс - Джастин Бибер - Кеша |
| Любимый поп-исполнитель | Любимый кантри-исполнитель |
| - Рианна - Бейонсе - Леди Гага - Кэти Перри - Пинк | - Тейлор Свифт - Кэрри Андервуд - Кит Урбан - Lady Antebellum - Rascal Flatts |
| Любимый исполнитель R&B | Любимый исполнитель хип-хопа |
| - Ашер - Алиша Киз - Бейонсе - Мэри Джей Блайдж - Ни-Йо | - Эминем - Дрейк - Jay-Z - Ludacris - Snoop Dogg |

### Web
| Любимая онлайн сенсация                                             | Любимое вирусное видео звезд                                                                                             |
| ------------------------------------------------------------------- | --- |
| - Кэти Перри - Алиша Киз - Бетти Уайт - Джимми Фэллон - Тери Хэтчер | - Single Ladies Devastation - Giant Double Rainbow - «Paparazzi» Грейсон Ченс - Madison Sq. Park Proposal - Tarp Surfing |